# Тышкевич, Винцент
Граф Ви́нцент Тышке́вич (пол. Wincenty Tyszkiewicz; 1757, Вильна — 1816) — государственный деятель и писатель Великого княжества Литовского. Писарь великий литовский (1780—1781), референдарий великий литовский (с 1781 года), староста стржалковский. Владел рядом имений около Пинска, а также местечками Свислочь, Логойск и Белополье.

## Биография
Происходил из знатного рода Великого княжества Литовского Тышкевичей, герба «Лелива». Сын военачальника, крупного литовского магната, графа Антония Казимира Тышкевича (1723—1778) и графини Терезы Тизенгауз (1731—1760).
Винцент Тышкевич был отправлен на учёбу в Парижский университет, где проникся буржуазными и общественными идеями, охватившими Францию. Со смертью отца, в 1778 году, он стал хозяином местечка Свислочь у Беловежской пущи, находящимся между Минском и Вильной. Старый граф Казимир Тышкевич был большим любителем охоты, для чего создал там лесную дачу, зверинцы, поселения охотников, егерей, собаководов и нагонщиков.
Винцент Тышкевич для проживания выбирал местечко Свислочь, где начал заниматься хозяйственными преобразованиями. Избирался сенатором Великого княжества Литовского, Писарем великим литовским (1780), Секретарём великим литовским (1781), позже старостой Стрелковским. В 1783 году награждается орденом Белого орла, позже орденом Святого Станислава.
Винцент Тышкевич задумал превратить местечко Свислочь в город с развитой промышленностью. Нужные для этого средства он получал с продажи леса, начав вырубку Беловежской пущи. В Литву и Пруссию лес доставлялся по рекам Свислочи и Неману. У местечка возникли лесные промыслы — смолярни, бумажная фабрика.
Винцент Тышкевич обустроил Свислочь, организовав застройкой улицы — построил усадьбу, театр, храм, базарную площадь и красивый парк. При содействии Винцента Тышкевича в 1805 году была основана Свислочская гимназия. Из стен этого учебного заведения вышло много известных людей той эпохи: Наполеон Орда, К. Калиновский, В. Калиновский, В. Врублевский, Р. Траугутт, В. Гельтман, Т. Августинович, Л. Боровский, Ю. Крашевский и другие.
10 декабря 1813 года граф Винцент Тышкевич составил завещание. Не имея собственных детей, он завещал свои богатые имения родственникам: Логойск отписал графу Пию Тышкевичу (1756—1858), Белополье — украинским Тышкевичам, а Свислочь — графу Юзефу Тышкевичу (1724—1815), но последний отказался от Свислочи в пользу Тадеуша Тышкевича (1774—1852), представителя украинской (бердичевской) линии рода Тышкевичей.

## Семья

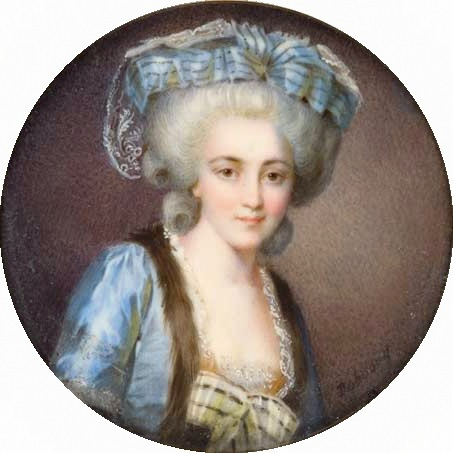
Мария Тереза Тышкевич (1785)

Жена (с 1778 год) — княжна Мария Тереза Понятовская (1761—1834), дочь Анджея Понятовского и австрийской графини Марии Терезе Кински. Родилась в Вене и была крестницей императрицы Марии Терезии. После смерти отца жила с матерью и братом под опекой своего дяди, польского короля Станислава Понятовского. В 16 лет из-за проведенной вакцинации оспы, тяжело заболела и лишилась левого глаза, ей вставили стеклянный. Тем не менее, по словам современника, она «была очень красива и любила мужские удовольствия - охоту и верховую езду». Брак с Тышкевичем, заключенный не по сердечному влечению, а по желанию дяди, был неудачным. Муж её в обществе считался большим чудаком, он был толст и по вечерам любил лежать на диване в женском платье, которых у него было целый шкаф. Графиня же в мужском костюме и шляпе, проводила целые дни на коне, травя лисиц и зайцев.
Разойдясь с мужем в 1781 году (без формального развода), графиня Тышкевич  много путешествовала по Европе. По состоянию здоровья она подолгу жила в Англии, во Франции, в Швейцарии и в Австрии. Около 1807 года своим постоянным местом пребывания она избрала Париж, который долгие годы не решалась покинуть из-за своей любви к министру Шарлю Талейрану. Скончалась в ноябре 1834 года в Туре и была похоронена в имении Валансе в родовом склепе герцогов де Талейран-Перигор. Рядом с ней, четыре года спустя, был похоронен и сам Талейран.